# Ninja Turtles: caos mutant
Ninja Turtles: caos mutant (títol original en anglès, Teenage Mutant Ninja Turtles: Mutant Mayhem) és una pel·lícula estatunidenca de superherois animada per ordinador del 2023 dirigida per Jeff Rowe (en el seu debut com a director), codirigida per Kyler Spears i escrita per Rowe, Seth Rogen, Evan Goldberg, Dan Hernandez i Benji Samit. És la setena pel·lícula de Les tortugues ninja. A la pel·lícula, després d'anys d'estar allunyades del món humà, les tortugues es proposen ser acceptades com a adolescents normals a través d'actes d'heroisme i es troben enfrontades amb una misteriosa organització criminal i un exèrcit de mutants. S'ha doblat al català.
Compta amb un repartiment coral original en anglès que inclou Micah Abbey, Shamon Brown Jr., Hannibal Buress, Rose Byrne, Nicolas Cantu, John Cena, Jackie Chan, Ice Cube, Natasia Demetriou, Ayo Edebiri, Giancarlo Esposito, Post Malone, Brady Noon, Seth Rogen, Paul Rudd i Maya Rudolph.
Nickelodeon va anunciar Caos mutant el juny de 2020, amb Rogen, Goldberg i James Weaver produint sota la seva productora de Point Grey Pictures, i Rowe com a director. Spears es va incorporar com a codirector poc després. L'animació va ser proporcionada per Mikros Animation a Mont-real i París i Cinesite a Vancouver i va estar influenciada principalment pels esbossos de quaderns escolars. Buscant explorar l'aspecte adolescent de les tortugues, els cineastes es van inspirar en les pel·lícules d'adolescents de coming-of-age. La majoria del repartiment es va anunciar el març de 2023, amb la veu de les Tortugues per actors adolescents (Abbey, Brown, Cantu i Noon) per primera vegada. Trent Reznor i Atticus Ross van compondre la banda sonora.
Caos mutant es va projectar com a treball en curs al Festival Internacional de Cinema d'Animació d'Annecy el 12 de juny de 2023 i es va estrenar als Estats Units el 2 d'agost a càrrec de Paramount Pictures.